# SK Slavia Praha 2012/2013
Tento článek se podrobně zabývá sestavou a zápasy SK Slavia Praha v sezoně 2012 - 2013. V této sezoně SK Slavia Praha neobhajuje žádnou trofej z předchozí sezony 2011/12 a třetí rok v řadě se neprobojovala do Evropských pohárů.
Oproti předchozím sezonám Slavia neměla rezervní tým, nýbrž juniorský tým, který nastupoval v nově vzniknuvší lize juniorů.
Krátce po skončení minulé sezony, doznala personální stránka klubového i týmového vedení velkých změn. Generálním manažerem se, namísto rezignuvšího Miroslava Platila, stal úspěšný "hokejový" manažer Zbyněk Kusý. Jeho prvním krokem bylo angažování nového trenéra, který by nahradil Martina Poustku, kterému skončila krátkodobá "krizová" smlouva. Na post nového hlavního kouče byl angažován bývalý trenér FK Teplice a mimo jiné i české fotbalové reprezentace, Petr Rada.
Ani ten však nedotáhl své angažmá k úspěšnému konci a po 25. kole rezignoval. Oficiálním důvodem byla nespokojenost fanoušků a z ní pramenící negativní atmosféra v klubu. 30. dubna 2013 ho vystřídal Michal Petrouš, který přišel z juniorského týmu a který "A-tým" trénoval už v roce 2011.
Slavia nastupovala ve dvou soutěžích. Účinkování v Poháru České pošty bylo neúspěšné, když tým vypadl už ve 3. kole s druholigovým týmem FK Ústí nad Labem. V Gambrinus lize si díky dobrým výsledkům v závěru soutěže oproti minulým sezonám polepšila a nakonec obsadila 7. místo.

## Podrobný popis sezony

### Květen/Červen
Na samém začátku letní přestávky, prakticky ihned po skončení ligové soutěže, nastalo v klubu období velkých změn, zejména v realizačním týmu Slavie. Jako první odešel, z postu hlavního trenéra, Martin Poustka, kterému skončila smlouva.

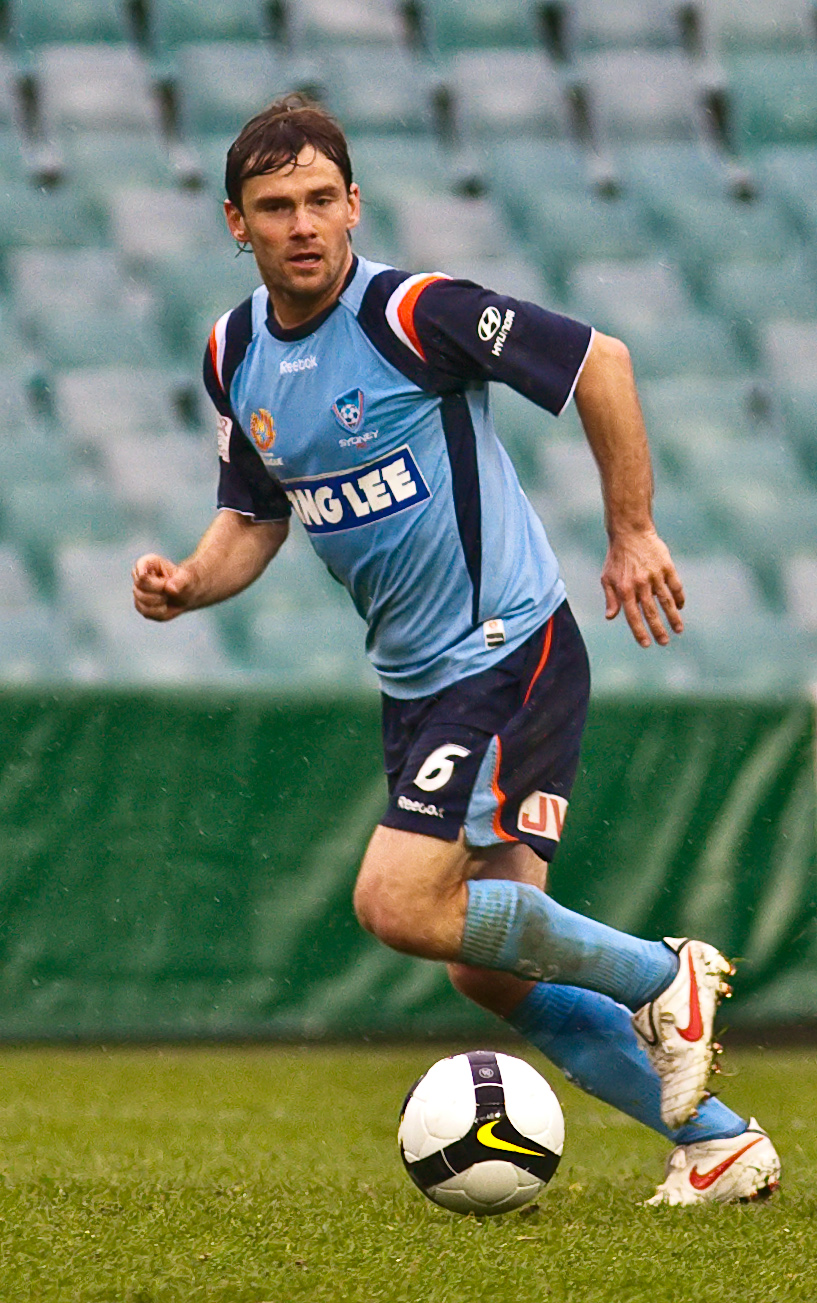
První posilou pro novou sezónu se stal Karol Kisel. Slovenský záložník a bývalý kapitán týmu se po roce vrátil z australského Sydney FC.

O týden později následovala první překvapivá zpráva. Prezident a majitel klubu, Aleš Řebíček, obdržel rezignaci Generálního manažera Miroslava Platila. Ještě větším překvapením bylo oznámení jeho nástupce. Tím se stal Zbyněk Kusý, dlouholetý manažer hokejového týmu HC ČSOB Pojišťovna Pardubice, který s tímto týmem 3x zvítězil v Extralize a v roli manažera získal i mnoho reprezentačních úspěchů..Jedním z prvních kroků tohoto muže, bylo přivedení nového trenéra. Výběr padl na trenéra FK Teplice, Petra Radu, který byl však pod platnou smlouvou a klub ho musel vyplatit nemalou částkou 5 milionů korun.Ve funkci asistenta skončil dlouholetý člen realizačního týmu, Petr Vrabec. Rada si za nové asistenty zvolil trenéra gólmanů Martina Vaniaka a svého předchůdce Martina Poustku, kterému se splnilo přání, zůstat nadále v klubu.
Mezitím byla ještě představiteli sestupujícího Bohemians 1905 oznámena zpráva, že následující sezonu nebudou působit v Synot Tip Aréně, ale odehrají ji v Ďolíčku. Současné působení na jednom stadionu byl jeden z nejpalčivějších problémů fanouškových zástupců obou klubů, který byl tímto defakto vyřešen.
Nový realizační tým, v čele s Petrem Radou, zakrátko začal s přestavbou kádru. Pro další působení už nepočítal s útočníky Zbyňkem Pospěchem, se sedmi góly nejlepším střelcem týmu v celé sezoně 2011/12 ani s Janem Blažkem, Jiřím Böhmem a Martinem Voráčkem, kterým skončilo hostování. První posilou se naopak stal bývalý kapitán týmu Karol Kisel, který se po roce vrátil z australského Sydney FC.Druhou posilou se stal obránce Martin Dobrotka. Slovenská opora týmu ŠK Slovan Bratislava, která má za sebou i start ve slovenské reprezentaci, se Slavii upsala na dva roky.
Nově složený tým, vedeny Petrem Radou se poprvé představil 23. června v přátelském utkání proti druholigové Čáslavi. Představení to bylo velmi dobré a po výsledku 4:0 mohla převládat spokojenost. To spolu s dobrou týmovou náladou vydržela i po tradičním turnaji v Čelákovicích. Slavia zde nejprve po penaltách vyřadila Mladou Boleslav a ve finále porazila 2:0 FK Baumit Jablonec. Po loňském posledním místě, tentokrát v turnaji (poprvé od roku 2009) zvítězila a odvezla si Zlatý pohár starosty města.

### Červenec
Zabránit tomu, aby fotbalisté "usnuli na vavřínech", pomohla porážka 2:4 od FC Hradec Králové, která přišla 3. července. Rychlá reakce však měla za následek dvě výborná představení na dalším tradičním turnaji v Nové Včelnici. Po drtivém semifinálovém vítězství 6:0 nad 1. FK Příbramí, na kterém se gólem podílel i navrátilec Karol Kisel, přišlo i finálové vítězství nad Českými Budějovicemi. Vítězství v obou tradičních turnajích znamená fakt, že Slavia prožívala jednu z nevydařenějších příprav za poslední roky a zároveň naději do startu sezony.

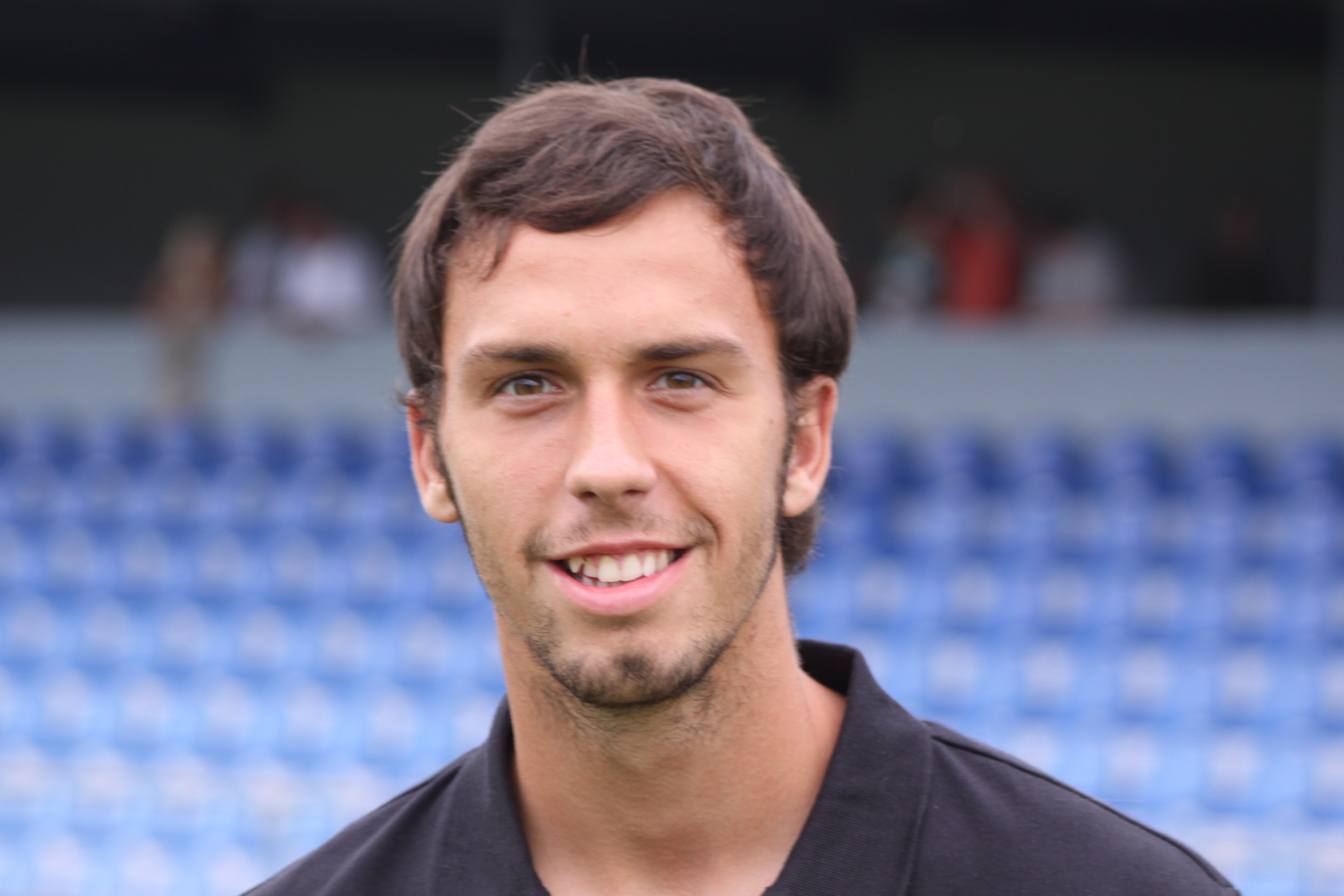
Jan Vošahlík přišel na roční hostování a hned se stal důležitým článkem sestavy. Do zápasu 1. ligového kola proti Jihlavě přišel za stavu 0–3 až v 53. minutě a dvěma góly pomohl vyrovnat na konečných 3–3.

O dva dny později se podařil vedení klubů hned dvojitý zásah. Nejprve dotáhlo do úspěšného konce přestup již třetí slovenské posily, obránce Martina Juhara (přišel z AC Sparta Praha) a poté získalo na roční hostování i žádaného jabloneckého útočníka Jana Vošahlíka. Oba o svých kvalitách přesvědčili hned v prvním utkání v sešívaném dresu, a to proti druholigovému FK Varnsdorf. Martin Juhar zaznamenal hattrick a jeho kolega Vošahlík se velkou měrou podílel na třech brankách svého týmu. Slavia nakonec svého soupeře porazila v tomto utkání vysoko 5:0.
V konečné sestavě a s pozitivním výhledem, odcestovala Slavia na tradiční letní herní soustředění, tentokrát do italského kraje Trentino, kde jí čekaly dva duely s italskými soupeři. Tím prvním byl zástupce Serie B, AS Varese 1910, který se v minulém roce umístil na solidním, leč nepostupovém, 5. místě. Na gól se čekalo dlouho, ale do vedení se v 65. minutě, zásluhou Stanislava Vlčka, dostali sešívaní. To ale nevydrželo dlouho a vzápětí srovnal Damonte na konečných 1:1.
I ve druhém utkání, proti Parma FC, která skončila v Serii A na skvělém 8. místě, se sešívání dostali do vedení, a to ve 14. minutě zásluhou Štěpána Koreše. Soupeř krátce po přestávce otočil na 2:1, ale sešívaní se slepenými góly Kisela a Vošahlíka, který vsítil první gól v novém dresu, dostali znovu do vedení. Soupeř stihl ještě vyrovnat, ale výsledek 3:3 se zástupcem Serie A byl rozhodně úspěchem.
V pondělí 30. července 2012 uzavřela Slavia, svým domácím zápasem s FC Vysočina Jihlava, úvodní kolo Gambrinus ligy. Úvodní poločas byl doslova studenou sprchou a o poločasové přestávce byl stav skóre 0:3 v neprospěch sešívaných. Krátce po pauze stáhnul trenér Rada ze hřiště kapitána Lukáše Jarolíma a na jeho pozici nastoupil novic Jan Vošahlík. A premiéra to byla vskutku povedená. Dvěma góly pomohl srovnat stav zápasu na konečných 3:3, spolu s Karolem Kiselem odvrátili potupnou domácí porážku a vybojovali první ligový bod.

### Srpen
Zkraje měsíce začal v Edenu trénovat bývalý hráč sešívaných Rudolf Skácel. Na otázku, zdali se do týmu vrátí, však vedení klubu odpovědělo záporně s tím, že zájem není ani z jedné strany a hráč prý s klubem pouze trénuje v době, kdy si hledá angažmá. Zároveň s tím se rozhodlo o tom, že klub neposílí ani David Jarolím a Michal Švec, kteří tu rovněž v minulosti působily.
K utkání druhého kola cestoval tým do Ostravy, kde ho proti místnímu Baníku dostal do vedení v 17. minutě Karol Kisel. Domácí sice otočily, ale zápas vyrovnal Milan Nitrianský. Slavia mohla rozhodnout, ale Kisel v samém závěru druhý gól nepřidal a utkání skončilo 2–2.
I ve třetím kole musela Slavia obracet nepříznivé skóre a opět z toho byla pouze remíza. Po šťastném gólu Michala Ordoše, reprezentujícího hostující tým SK Sigma Olomouc, který otevřel ve 12. minutě skóre, oplatil stejnou mincí střelec domácích Karol Kisel, jehož střelu tečoval olomoucký Michal Vepřek. Nejprve byl za střelce označen Kisel, ale po více než měsíci byly statistiky upraveny a gól označen za vlastní. Do konce utkání v té době scházelo více než 60 minut, ale sešívaní z místy drtivého tlaku již další gól nevytěžili a po třech kolech tak měla Slavia na kontě pouhé tři body a ani průběžné 11. místo nevyvolávalo důvody ke spokojenosti trenéra Rady, jenž prohlásil, že Slavia si zasloužila v utkání zvítězit.
To si ovšem nemohl dovolit po utkání v Mladé Boleslavi, kde působili sešívaní bezzubým dojmem a z omezeného množství brankových příležitostí nedokázala skórovat. Na druhé straně se po nedůrazu na hranici vápna prosadil Ondřej Kúdela a Slavia po prohře 0–1 vyšla poprvé v sezoně bodově naprázdno.
Totálním opakem bylo klání 5. kola se Zbrojovkou Brno, které se netradičně, kvůli koncertu Red Hot Chili Peppers v Eden Aréně, konalo už ve čtvrtek. Netradiční termín červenobílým sedl přímo na tělo a fanoušci i hráči si tak mohli spravit chuť po předchozích ztrátách. Skóre otevřel v 9. minutě Milan Škoda a o deset minut později ho napodobil Karol Kisel. Po poločasové pauze se ještě trefili postupně Jaromír Zmrhal (první gól v kariéře), Martin Latka a znovu Karol Kisel, který svým pátým (po úpravě čtvrtým) gólem v pěti utkáních upravil na konečných 5–0. Totální rozklad soupeře ještě lemovala dlouhá řada neproměněných šancí včetně několika zásahů brankové konstrukce.
Ve středu 29. srpna ještě Slavia zaznamenala povinnou výhru nad Spartou Kutná hora v rámci 2. kola Poháru České Pošty. Diviznímu týmu, nesoucímu jméno největšího rivala, však dokázala vstřelit jen jednu branku, kterou obstaral Jan Vošahlík. I ta ale nakonec stačila na postup do 3. kola. V tento den ještě získal tým poslední letní posilu, stříbrného medailistu z Juniorského MS v Kanadě 2007, Tomáše Mičolu. Mladý ofenzivní záložník, který přišel z francouzského Stade Brestois, podepsal v klubu dvouletou smlouvu s opcí.

### Září
Po vydařeném utkání se Zbrojovkou, zamířila Slavia na hřiště mistra minulého ročníku, týmu FC Slovan Liberec, a nezanechala špatný dojem. Koncovka však na rozdíl od minulého utkání vázla a když branku nedokázal vstřelit ani soupeř, zrodila se remíza 0–0, která vzhledem k tomu, že Slavia měla více šancí, mrzela více červenobílé. V utkání 7. kola, kdy tým přivítal v Edeneu FK Teplice, už branky padaly, a to do sítě hostí. V 61. minutě byl za faul na Milana Škodu vyloučen teplický kapitán Petr Lukáš a Slavia přesilovku dvakrát využila. Prosadili se netradiční střelci Milan Nitrianský a Ondřej Petrák a červenobílí díky nim zvítězili 2–0.

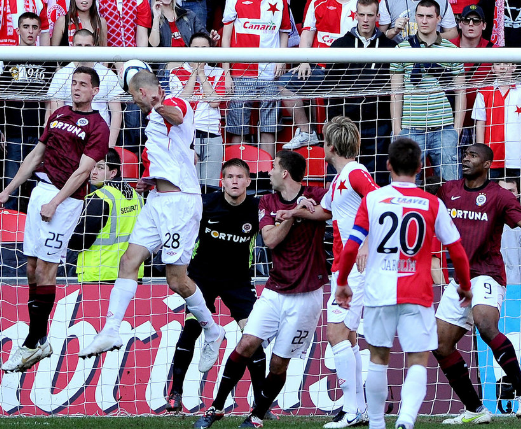
Martin Latka střílí vítěznou branku ve 278. derby.

O pouhé čtyři dny později už bylo na programu soutěže malé pražské derby, kdy Slavia zavítala Na Julisku, domácí stánek Dukly Praha. V utkání těchto soupeřů mnoho branek nepadá, přesněji, od návratu Dukly do 1. ligy nepadl ještě žádný. Obě dosavadní střetnutí skončily 0–0. A nejinak tomu bylo i tentokrát. Několik slibných šancí bylo na obou stranách, ale konečný stav byl potřetí v řadě 0–0.
V sobotu 29. září se v Eden Aréně konalo 278. derby pražských "S", čili na domácí stadion sešívaných zamířila AC Sparta Praha. Ta se po osmi odehraných kolech nacházela na 3. příčce Gambrinus ligy, Slavia byla sedmá. V derby je známé, že favorit nevyhrává a tak je vždy velmi atraktivní. Do ochozů se vtěsnalo 15 654 diváků, čili nejvyšší domácí návštěva v sezóně. V prvním poločase dominovaly hlavně obrany obou celků, a ta tak skončila bez branek. Přesto se urodilo několik zajímavých šancí na obou stranách, tu asi největší měl ve 20. minutě Ondřej Petrák. Do druhé půle vstoupila lépe Sparta, ale postupně se iniciativa přesunula na druhou půli hřiště. V 72. minutě si na centr Hubáčka naskočil Martin Latka a míč skončil v síti. Slavia už vedení 1–0 udržela a poprvé na novém stadionu dokázala svého největšího rivala v lize porazit. Podařilo se jí to až v 5. utkání a celkově poprvé po sedmi utkáních od vítězství 4–1 na Letné v mistrovské sezoně 2008/09.
Září tak bylo pro celek z Vršovic poměrně úspěšné, když ze čtyř utkání vytěžil 8 bodů při skóre 3–0 a celkově neinkasoval pět utkání v řadě.

### Říjen
Nadšení fanoušků po výhře v derby skončilo již druhý říjnový den. Slavia v rámci 3. kola ligového poháru přijela do Ústí nad Labem k utkání s tamním druholigovým celkem, a přestože po brankách Koreše a Škody Slavia dvakrát vedla, ústecký tým dokázal vždy záhy střelecky odpovědět. Utkání tak dospělo k penaltovému rozstřelu. Zatímco domácí proměnili všech pět svých pokutových kopů, za Slavii Karol Kisel ve čtvrté sérii zklamal a FK Ústí nad Labem tak postoupilo do 4. kola poháru na úkor Slavie. Touto prohrou pro tým navíc skončila série utkání bez obdrženého gólu, jež trvala pět ligových a jeden pohárový zápas.
Pouze o tři dny později sehrála Slavia ligový zápas v Uherském Hradišti. Tým oslabený o Ondřeje Petráka a jediného střelce derby Martina Latku prohrál na půdě Slovácka 3-0, když konečný výsledek z penalty pečetil bývalý hráč Slavie Ladislav Volešák. Tento výsledek se týmu podařilo odčinit čtvrtou domácí výhrou v řadě již v dalším ligovém kole, jež po reprezentační přestávce sehrál proti Příbrami, kterou porazil brankami Nitrianského a Škody 2:1. K poslednímu zápasu měsíce října pak Slavia jela na domácí půdu Jablonce, který před začátkem kola vedl ligovou tabulku. Před slabou návštěvou a televizními kamerami Slavia dokázala i bez nemocného Karola Kisela vybojovat bod za bezbrankovou remízu.

## Klub

### Realizační tým
Pouhé dva dny po skončení ligového ročníku 2011/12, skončilo angažmá hlavního trenéra Martina Poustky, který byl už třetím mužem na tomto postu během sezóny. Krátce na to ho nahradil Petr Rada, kterého přivedl již nový generální manažer Zbyněk Kusý. Realizační tým doznal pod jeho vedením několika změn. Na postu asistenta skončil Petr Vrabec, který ho zastával několik let. Novými asistenty Petra Rady byli jmenováni, právě Martin Poustka a trenér brankářů Martin Vaniak. 30. května 2013 došlo na trenérském postu ke změně. Petra Radu nahradil na pozici trenéra vrátivší se Michal Petrouš. Jeho asistentem se stal Ivo Knoflíček.
| Post              | Jméno                                       |
| ----------------- | ------------------------------------------- |
| Hlavní trenér     | Petr Rada Michal Petrouš (od 30.4.2013)     |
| Asistent trenéra  | Martin Poustka Ivo Knoflíček (od 30.4.2013) |
| Trenér brankářů   | Martin Vaniak                               |
| Kondiční trenér   | Jan Budějský                                |
| Kustod            | Jiří Strnad                                 |
| Kustod            | Roman Slavík                                |
| Prezident klubu   | Aleš Řebíček                                |
| Generální manažer | Zbyněk Kusý                                 |

### Další informace

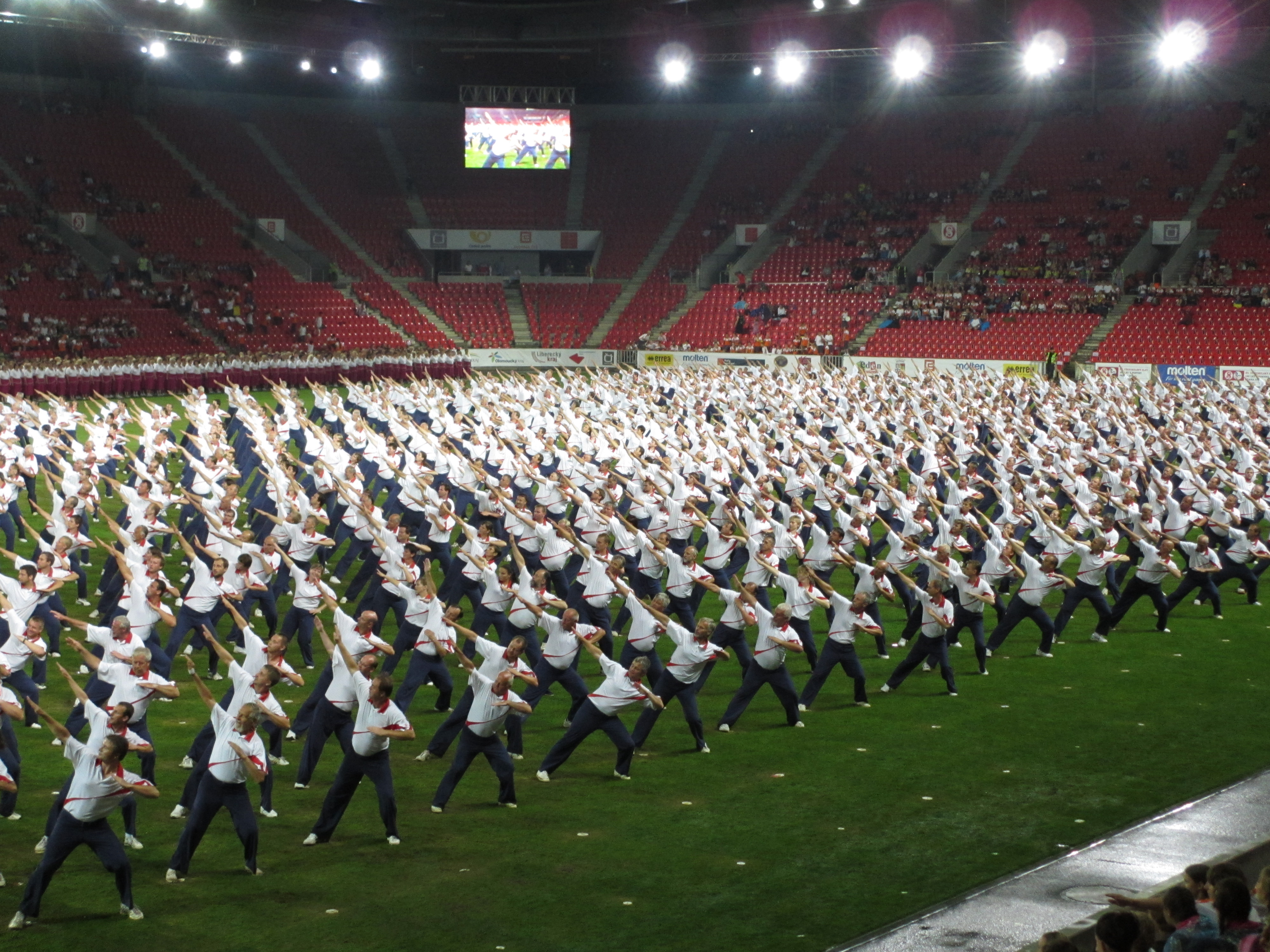
Eden Aréna, domácí stadion klubu.

| Vlastník klubu | Aleš Řebíček (Viscontia a.s.)       |
| Domácí stadion | Eden Aréna (21 000 diváků/105×68 m) |

### Sada dresů
Domácí sada dresů nese tradiční barvy klubu prvně uvedené již v roce 1896 a od roku 1956 jsou prakticky neměnné. V této sezoně jsou to, stejně jako v minulosti, dresy Umbro, které mají prvorepublikový retrodesign. Pro tuto sezonu byla pro venkovní dres zvolena kombinace barev, kterou Slavia užívá již od sezony 2008/09. Tento set je téměř zcela černý s červeným a bílým pruhem na prsou. Brankářský dres je totožný s venkovní sadou dresů užívanou v minulých dvou sezónách. Alternativně, zejména v kombinaci s venkovními dresy, je v užívání celožlutá kombinace, kterou Slavia taktéž již užívala v minulosti.
- Výrobce: Umbro
- Hlavní sponzor: Slavia odehrála sezonu bez hlavního sponzora.

## Soupiska

### První tým
| #  | Pozice | Hráč                        |
| -- | ------ | --------------------------- |
| 34 | B      | Karel Hrubeš                |
| 1  | B      | Kamil Čontofalský           |
| 29 | B      | Martin Berkovec             |
| 34 | B      | Matej Rakovan               |
| 3  | O      | Milan Bortel                |
| 22 | O      | Jan Zákostelský             |
| 5  | O      | Milan Nitrianský            |
| 4  | O      | David Hubáček (2. zástupce) |
| 30 | O      | Martin Dostál               |
| 6  | O      | Martin Dobrotka             |
| 19 | O      | Matúš Čonka                 |
| 16 | Z      | Jaromír Zmrhal              |
| 31 | Z      | Daniel Veselý               |
| 15 | Z      | Marcel Gecov                |

| #  | Pozice | Hráč                  |
| -- | ------ | --------------------- |
| 12 | Z      | Luboš Tusjak          |
| 15 | Z      | Václav Prošek         |
| 14 | Z      | Ondřej Petrák         |
| 18 | Z      | Štěpán Koreš          |
| 11 | Z      | Karol Kisel (kapitán) |
| 9  | Z      | Martin Juhar          |
| 20 | Z      | Lukáš Jarolím         |
| 8  | Z      | Rudolf Skácel         |
| 23 | Z      | Martin Hurka          |
| 17 | Ú      | Jan Vošahlík          |
| 21 | Ú      | Milan Škoda           |
| 25 | Ú      | Tomáš Mičola          |
| 10 | Ú      | Martin Fenin          |
| 33 | Ú      | Dávid Škutka          |

### Změny v kádru v letním přestupovém období 2012
| Číslo | Pozice | Nár.      | Hráč            | Věk | Odkud přišel         | Do roku            | Typ                | Cena               | Zdroj                       |
| ----- | ------ | --------- | --------------- | --- | -------------------- | ------------------ | ------------------ | ------------------ | --------------------------- |
| 11    | Z      | Slovensko | Karol Kisel     | 35  | Sydney FC            | 2013               | přestup            | zdarma             | slavia.cz                   |
| 6     | O      | Slovensko | Martin Dobrotka | 27  | ŠK Slovan Bratislava | 2014+              | přestup            | zdarma             | idnes.cz                    |
| 9     | Z      | Slovensko | Martin Juhar    | 24  | AC Sparta Praha      | –                  | přestup            | —                  | slavia.cz[nedostupný zdroj] |
| 17    | Ú      | Česko     | Jan Vošahlík    | 23  | FK Baumit Jablonec   | 2013               | hostování 1 rok    | —                  | idnes.cz                    |
| 25    | Ú      | Česko     | Tomáš Mičola    | 23  | Stade Brestois       | 2014+              | přestup            | —                  | idnes.cz                    |
| 12    | O      | Česko     | Luboš Tusjak    |     | Viktoria Žižkov      | návrat z hostování | návrat z hostování | návrat z hostování |                             |
| 22    | O      | Česko     | Jan Zákostelský |     | FC Graffin Vlašim    | návrat z hostování | návrat z hostování | návrat z hostování |                             |
|       | O      | Česko     | Libor Tafat     |     | FK Kunice            | návrat z hostování | návrat z hostování | návrat z hostování |                             |

Poznámky:  —   = nezveřejněno (dohoda mezi kluby),   †   = odhadovaná cena,   +   = opce na prodloužení smlouvy
| Číslo | Pozice | Nár.  | Hráč           | Věk |
| ----- | ------ | ----- | -------------- | --- |
| 16    | Z      | Česko | Jaromír Zmrhal | 18  |
| 13    | Z      | Česko | Daniel Veselý  | 19  |

| Číslo | Pozice | Nár.      | Hráč             | Věk | Kam odešel        | Typ             | Cena   | Zdroj                |
| ----- | ------ | --------- | ---------------- | --- | ----------------- | --------------- | ------ | -------------------- |
| 27    | Ú      | Česko     | Zbyněk Pospěch   | 29  | FK Dukla Praha    | konec smlouvy   | zdarma | slavistickenoviny.cz |
| 6     | Z      | Mali      | Bassirou Dembélé | 22  |                   | konec smlouvy   | zdarma |                      |
| 32    | Ú      | Česko     | Jan Blažek       | 24  | FC Slovan Liberec | konec hostování | -      |                      |
| 19    | Ú      | Česko     | Martin Voráček   | 19  | FC Písek          | konec hostování | -      |                      |
| 9     | Ú      | Česko     | Jiří Böhm        | 24  | SK Zápy           | konec hostování | -      |                      |
| 24    | O      | Bělorusko | Vitali Trubila   | 27  | FC Dinamo Minsk   | přestup         | —      | slavistickenoviny.cz |

| Pozice | Nár.  | Hráč          | Věk | Odkud přišel      | Typ       | Kam odešel          | Zdroj |
| ------ | ----- | ------------- | --- | ----------------- | --------- | ------------------- | ----- |
| B      | Česko | Jan Hanuš     | 24  | FC Graffin Vlašim | hostování | FC Vysočina Jihlava | -     |
| O      | Česko | Josef Kaufman | 28  | FC Spartak Trnava | hostování | FC Zbrojovka Brno   | -     |

### Změny v kádru v zimním přestupovém období 2012/2013
| Číslo | Pozice | Nár.      | Hráč          | Věk | Odkud přišel    | Do roku | Typ              | Cena   | Zdroj                |
| ----- | ------ | --------- | ------------- | --- | --------------- | ------- | ---------------- | ------ | -------------------- |
| 15    | Z      | Česko     | Marcel Gecov  | 25  | KAA Gent        | 2015    | přestup          |        | slavia.cz            |
| 3     | O      | Slovensko | Milan Bortel  | 25  | ŠKF Sereď       | 2014+   | přestup          |        | slavia.cz            |
| 10    | Ú      | Česko     | Martin Fenin  | 25  | Energie Cottbus |         | přestup          |        | slavia.cz            |
| 34    | B      | Slovensko | Matej Rakovan | 23  | MŠK Žilina      | 2013+   | hostování ½ roku |        | slavia.cz            |
| 33    | Ú      | Slovensko | Dávid Škutka  | 24  | MFK Košice      | 2016    | přestup          |        | slavistickenoviny.cz |
| 8     | Z      | Česko     | Rudolf Skácel | 33  | Dundee United   | 2013    | přestup          | zdarma | slavistickenoviny.cz |

| Číslo | Pozice | Nár.                | Hráč              | Věk | Kam odešel         | Typ              | Cena   | Zdroj     |
| ----- | ------ | ------------------- | ----------------- | --- | ------------------ | ---------------- | ------ | --------- |
| 13    | O      | Slovensko           | Róbert Cicman     | 28  | FC Nitra           | hostování ½ roku | -      |           |
| 33    | Z      | Bosna a Hercegovina | Zoran Milutinović | 24  | NK Aluminij        | konec smlouvy    | -      |           |
| 10    | Z      | Česko               | Tomáš Frejlach    | 27  | FC Zbrojovka Brno  | hostování s opcí | -      |           |
| 7     | Ú      | Česko               | Stanislav Vlček   | 36  | konec kariéry      | ×                | ×      |           |
| 28    | O      | Česko               | Martin Latka      | 28  | Fortuna Düsseldorf | konec smlouvy    | zdarma | slavia.cz |

| Pozice | Nár.  | Hráč          | Věk | Odkud přišel        | Typ     | Kam odešel          | Zdroj |
| ------ | ----- | ------------- | --- | ------------------- | ------- | ------------------- | ----- |
| B      | Česko | Jan Hanuš     | 24  | FC Vysočina Jihlava | přestup | FC Vysočina Jihlava | -     |
| O      | Česko | Josef Kaufman | 28  | FC Zbrojovka Brno   | přestup | FK Teplice          | -     |

### Juniorský tým
Za Juniorský tým mohou nastoupit i hráči z A-týmu, a to pokud splňují věkové limity.
| #  | Pozice | Hráč            |
| -- | ------ | --------------- |
| 34 | B      | Karel Hrubeš    |
| 22 | B      | Patrik Malina   |
| 31 | O      | Jakub Sudek     |
| 18 | O      | Jakub Šimkovský |
| 2  | O      | Jan Mikula      |
|    | O      | Lukáš Malcharek |
| 6  | O      | Jakub Mac       |
|    | O      | Marek Čepelák   |
|    | O      | Petr Kolařík    |
|    | O      | Ondřej Herc     |
| 22 | O      | Jan Zákostelský |
| 22 | Z      | Jiří Vondráček  |

| #  | Pozice | Hráč              |
| -- | ------ | ----------------- |
| 7  | Z      | David Smolák      |
|    | Z      | Marek Šittich     |
|    | Z      | Viktor Šimeček    |
| 6  | Z      | Nikolas Salašovič |
|    | Z      | Robert Hrubý      |
| 14 | Z      | Josef Bazal       |
| 15 | Z      | Václav Prošek     |
| 31 | Z      | Daniel Veselý     |
| 10 | Ú      | Marek Červenka    |
|    | Ú      | Petr Růžička      |
|    | Ú      | Radomír Synek     |
|    | Ú      | Jakub Zámečník    |

## Hráčské statistiky
Aktuální ke konci sezony 2012/2013
|        |                     |                     |        | Gambrinus liga | Gambrinus liga | Gambrinus liga | Gambrinus liga |     | Ondrášovka cup | Ondrášovka cup | Ondrášovka cup | Ondrášovka cup |   | Přátelsky | Přátelsky   | Přátelsky | Přátelsky |
| Pozice | Národnost           | Jméno               |        | Zápasy         | Čistá konta    |                | Vyloučení      |     | Zápasy         | Čistá konta    |                | Vyloučení      |   | Zápasy    | Čistá konta |           | Vyloučení |
| B      | Česko               | Martin Berkovec     | 2      | 0              | 0              | 0              | 2              | 1   | 0              | 0              | 4              | 3              | 0 | 0         |             |           |           |
| B      | Slovensko           | Kamil Čontofalský   | 27     | 13             | 3              | 0              | 0              | 0   | 0              | 0              | 16             | 9              | 0 | 0         |             |           |           |
| B      | Slovensko           | Matej Rakovan ±     | 1      | 0              | 0              | 0              | 0              | 0   | 0              | 0              | 7              | 3              | 0 | 0         |             |           |           |
| Pozice | Národnost           | Jméno               | Zápasy | Gól            |                | Vyloučení      | Zápasy         | Gól |                | Vyloučení      | Zápasy         | Gól            |   | Vyloučení |             |           |           |
| O      | Slovensko           | Milan Bortel ±      | 12     | 0              | 6              | 0              | 0              | 0   | 0              | 0              | 10             | 0              | 0 | 0         |             |           |           |
| O      | Slovensko           | Róbert Cicman †     | 8      | 0              | 1              | 0              | 1              | 0   | 1              | 0              | 0              | 0              | 0 | 0         |             |           |           |
| O      | Slovensko           | Matúš Čonka         | 22     | 1              | 2              | 0              | 1              | 0   | 0              | 0              | 13             | 1              | 0 | 0         |             |           |           |
| O      | Česko               | Martin Dostál       | 9      | 0              | 0              | 0              | 1              | 0   | 0              | 0              | 18             | 0              | 0 | 0         |             |           |           |
| O      | Slovensko           | Martin Dobrotka     | 9      | 1              | 1              | 0              | 0              | 0   | 0              | 0              | 13             | 0              | 0 | 0         |             |           |           |
| O      | Česko               | David Hubáček       | 23     | 1              | 5              | 0              | 2              | 0   | 0              | 0              | 19             | 0              | 0 | 0         |             |           |           |
| O      | Česko               | Martin Latka †      | 14     | 2              | 4              | 0              | 1              | 0   | 1              | 0              | 9              | 1              | 0 | 0         |             |           |           |
| O      | Česko               | Milan Nitrianský    | 25     | 4              | 8              | 0              | 2              | 0   | 0              | 0              | 16             | 1              | 0 | 0         |             |           |           |
| Pozice | Národnost           | Jméno               | Zápasy | Gól            |                | Vyloučení      | Zápasy         | Gól |                | Vyloučení      | Zápasy         | Gól            |   | Vyloučení |             |           |           |
| Z      | Česko               | Tomáš Frejlach †    | 1      | 0              | 0              | 0              | 1              | 0   | 0              | 0              | 8              | 2              | 0 | 0         |             |           |           |
| Z      | Česko               | Marcel Gecov ±      | 12     | 2              | 2              | 0              | 0              | 0   | 0              | 0              | 9              | 0              | 0 | 0         |             |           |           |
| Z      | Česko               | Martin Hurka        | 2      | 1              | 1              | 0              | 1              | 0   | 0              | 0              | 17             | 4              | 0 | 0         |             |           |           |
| Z      | Česko               | Lukáš Jarolím       | 10     | 0              | 1              | 0              | 1              | 0   | 0              | 0              | 13             | 0              | 0 | 0         |             |           |           |
| Z      | Slovensko           | Martin Juhar        | 26     | 3              | 5              | 1              | 2              | 0   | 0              | 0              | 13             | 6              | 0 | 0         |             |           |           |
| Z      | Slovensko           | Karol Kisel         | 26     | 9              | 6              | 0              | 1              | 0   | 0              | 0              | 17             | 3              | 0 | 0         |             |           |           |
| Z      | Česko               | Štěpán Koreš        | 15     | 0              | 0              | 0              | 1              | 1   | 0              | 0              | 15             | 3              | 0 | 0         |             |           |           |
| Z      | Česko               | Tomáš Mičola        | 20     | 6              | 6              | 0              | 1              | 0   | 0              | 0              | 9              | 2              | 0 | 0         |             |           |           |
| Z      | Bosna a Hercegovina | Zoran Milutinović † | 0      | 0              | 0              | 0              | 1              | 0   | 0              | 0              | 8              | 2              | 0 | 0         |             |           |           |
| Z      | Česko               | Ondřej Petrák       | 26     | 1              | 6              | 0              | 1              | 0   | 0              | 0              | 16             | 1              | 0 | 0         |             |           |           |
| Z      | Česko               | Rudolf Skácel ±     | 5      | 0              | 1              | 0              | 0              | 0   | 0              | 0              | 0              | 0              | 0 | 0         |             |           |           |
| Z      | Česko               | Viktor Šimeček      | 1      | 0              | 0              | 0              | 0              | 0   | 0              | 0              | 8              | 0              | 0 | 0         |             |           |           |
| Z      | Česko               | Luboš Tusjak        | 11     | 0              | 2              | 0              | 1              | 0   | 0              | 0              | 18             | 2              | 0 | 0         |             |           |           |
| Z      | Česko               | Jaromír Zmrhal      | 28     | 1              | 3              | 0              | 2              | 0   | 1              | 0              | 17             | 0              | 0 | 0         |             |           |           |
| Pozice | Národnost           | Jméno               | Zápasy | Gól            |                | Vyloučení      | Zápasy         | Gól |                | Vyloučení      | Zápasy         | Gól            |   | Vyloučení |             |           |           |
| Ú      | Česko               | Marek Červenka      | 1      | 0              | 0              | 0              | 0              | 0   | 0              | 0              | 6              | 2              | 0 | 0         |             |           |           |
| Ú      | Česko               | Martin Fenin ±      | 7      | 0              | 0              | 0              | 0              | 0   | 0              | 0              | 7              | 1              | 0 | 0         |             |           |           |
| Ú      | Česko               | Milan Škoda         | 28     | 4              | 6              | 0              | 2              | 1   | 0              | 0              | 18             | 7              | 0 | 0         |             |           |           |
| Ú      | Slovensko           | Dávid Škutka ±      | 12     | 1              | 1              | 0              | 0              | 0   | 0              | 0              | 3              | 2              | 0 | 0         |             |           |           |
| Ú      | Česko               | Stanislav Vlček †   | 4      | 0              | 0              | 0              | 1              | 0   | 0              | 0              | 9              | 1              | 0 | 0         |             |           |           |
| Ú      | Česko               | Jan Vošahlík        | 20     | 4              | 6              | 0              | 1              | 1   | 1              | 0              | 8              | 1              | 0 | 0         |             |           |           |

|        |           |                 | Přátelsky | Přátelsky         | Přátelsky | Přátelsky |   |        |               |       | Přátelsky | Přátelsky         | Přátelsky | Přátelsky |
| Pozice | N         | Jméno           | Zápasy    | Gól · Čistá konta |           | Vyloučení |   | Pozice | N             | Jméno | Zápasy    | Gól · Čistá konta |           | Vyloučení |
| Z      | Bělorusko | Vitalij Trubila | 8         | 0                 | 0         | 0         | O | Česko  | Jan Mikula    | 2     | 0         | 0                 | 0         |           |
| Ú      | Česko     | Matěj Paprčiakl | 1         | 0                 | 0         | 0         | Z | Česko  | Daniel Veselý | 5     | 2         | 0                 | 0         |           |
| Z      | Česko     | Robert Hrubý    | 7         | 1                 | 0         | 0         | B | Česko  | Karel Hrubeš  | 2     | 1         | 0                 | 0         |           |
| O      | Česko     | David Smolák    | 1         | 0                 | 0         | 0         | Z | Česko  | Jakub Sudek   | 1     | 0         | 0                 | 0         |           |
| O      | Česko     | Marek Čepelák   | 7         | 0                 | 0         | 0         | O | Česko  | Petr Kolařík  | 4     | 0         | 0                 | 0         |           |
| Z      | Česko     | Josef Bazal     | 1         | 0                 | 0         | 0         |   |        |               |       |           |                   |           |           |

Poslední úprava: 3. června 2013.

Vysvětlivky: † = odehrál pouze podzimní část, ± = odehrál pouze jarní část.

### Střelecká listina
| Poz. | Nár.      | Hráč             | Góly | Gamb. liga | Pohár Č.P. |
| ---- | --------- | ---------------- | ---- | ---------- | ---------- |
| Z    | Slovensko | Karol Kisel      | 8    | 8          | —          |
| Z    | Česko     | Tomáš Mičola     | 6    | 6          | —          |
| Ú    | Česko     | Jan Vošahlík     | 5    | 4          | 1          |
| Ú    | Česko     | Milan Škoda      | 5    | 4          | 1          |
| O    | Česko     | Milan Nitrianský | 4    | 4          | —          |
| Z    | Slovensko | Martin Juhar     | 3    | 3          | —          |
| Z    | Česko     | Marcel Gecov ±   | 2    | 2          | —          |
| O    | Česko     | Martin Latka †   | 2    | 2          | —          |
| Z    | Česko     | Jaromír Zmrhal   | 1    | 1          | —          |
| Z    | Česko     | Ondřej Petrák    | 1    | 1          | —          |
| O    | Slovensko | Martin Dobrotka  | 1    | 1          | —          |
| O    | Slovensko | Matúš Čonka      | 1    | 1          | —          |
| O    | Česko     | David Hubáček    | 1    | 1          | —          |
| Ú    | Slovensko | Dávid Škutka ±   | 1    | 1          | —          |
| Ú    | Česko     | Martin Hurka     | 1    | 1          | —          |
| Z    | Česko     | Štěpán Koreš     | 1    | —          | 1          |
|      |           | soupeřův vlastní | 1    | 1          | 0          |
|      |           | Celkem           | 44   | 41         | 3          |

Poslední úprava: 1. června 2013.

Vysvětlivky: † = odehrál pouze podzimní část, ± = odehrál pouze jarní část.

### Základní sestava
Sestavuje se pouze z utkání Gambrinus ligy. Nejdůležitějším faktorem je počet startů v základní sestavě v soutěži. V případě rovnosti počtu duelů, rozhoduje pozdější start v základní sestavě.
| Číslo | Pozice        | N         | Jméno             | Zápasy |
| ----- | ------------- | --------- | ----------------- | ------ |
| 1     | brankář       | Slovensko | Kamil Čontofalský | 27     |
| 19    | levý bek      | Slovensko | Matúš Čonka       | 19     |
| 4     | stoper        | Česko     | David Hubáček     | 23     |
| 28    | stoper        | Česko     | Martin Latka †    | 14     |
| 3     | stoper        | Slovensko | Milan Bortel ±    | 12     |
| 5     | pravý bek     | Česko     | Milan Nitrianský  | 25     |
| 14    | def. záložník | Česko     | Ondřej Petrák     | 24     |
| 9     | záložník      | Slovensko | Martin Juhar      | 24     |
| 16    | záložník      | Česko     | Jaromír Zmrhal    | 23     |
| 17    | záložník      | Česko     | Jan Vošahlík      | 18     |
| 11    | of. záložník  | Slovensko | Karol Kisel       | 25     |
| 21    | útočník       | Česko     | Milan Škoda       | 21     |

Poslední úprava: 1. června 2013.
Vysvětlivky: † = odehrál pouze podzimní část, ± = odehrál pouze jarní část.

## Zápasy v sezoně 2012/13

### Letní přípravné zápasy
| Datum      | Soupeř               | Místo                             | Výsledek | Střelci Slavie                                                  |
| ---------- | -------------------- | --------------------------------- | -------- | --------------------------------------------------------------- |
| 23/06/2012 | FK Čáslav            | Praha                             | 4-0      | 18' Latka 42' Veselý 71' Čonka 88' Koreš                        |
| 30/06/2012 | FK Mladá Boleslav    | Čelákovice                        | 2-2      | 17' Tusjak 76' Škoda                                            |
| 30/06/2012 | FK Baumit Jablonec   | Čelákovice                        | 2-0      | 23' Škoda 63' Červenka                                          |
| 03/07/2012 | FC Hradec Králové    | Hradec Králové                    | 2-4      | 48' (pen) Frejlach 81' Milutinović                              |
| 07/07/2012 | 1. FK Příbram        | Nová Včelnice                     | 6-0      | 17', 34' Škoda 4' (pen) Kisel 35' Frejlach 60' Hurka 67' Veselý |
| 07/07/2012 | Dynamo Č. Budějovice | Nová Včelnice                     | 1-0      | 56' Hurka                                                       |
| 11/07/2012 | FK Varnsdorf         | Praha                             | 5-0      | 55' (pen), 76', 90' Juhar 38' (pen) Milutinović 72' (vl.)       |
| 19/07/2012 | AS Varese 1910       | Borgo Valsugana, Trentino, Itálie | 1-1      | 65' Vlček                                                       |
| 21/07/2012 | Parma FC             | Levico Terme, Trentino, Itálie    | 3-3      | 14' Koreš 61' Kisel 63' Vošahlík                                |

### Zimní přípravné zápasy
| Datum      | Soupeř             | Místo           | Výsledek | Střelci Slavie                              |
| ---------- | ------------------ | --------------- | -------- | ------------------------------------------- |
| 16/01/2013 | Bohemians 1905     | UMT Eden, Praha | 1-0      | 23' Nitrianský                              |
| 19/01/2013 | FK Baumit Jablonec | UMT Eden, Praha | 4-0      | 29' Juhar, 32' Tusjak, 73' Škoda, 80' Hrubý |
| 23/01/2013 | FK Teplice         | UMT Eden, Praha | 0-2      |                                             |
| 23/01/2013 | FC Slovan Liberec  | UMT Eden, Praha | 3-2      | 39' (pen) Kisel, 44' Petrák, 86' Červenka   |
| 26/01/2013 | FC Hradec Králové  | Beroun          | 3-2      | 11' Mičola, 33' (pen) Juhar, 42' Fenin      |
| 27/01/2013 | SK Sigma Olomouc   | Beroun          | 2-0      | 54' Škoda, 70' Mičola                       |
| 01/02/2013 | Spartak Trnava     | UMT Eden, Praha | 2-1      | 33' Škutka, 70' Škoda                       |
| 06/02/2013 | Wisła Kraków       | Belek, Turecko  | 2-0      | 9' Hurka, 84' Škutka                        |
| 08/02/2013 | FC Vaslui          | Belek, Turecko  | 0-0      |                                             |
| 12/02/2013 | AC Horsens         | Belek, Turecko  | 0-1      |                                             |
| 17/02/2013 | SK Kladno          | UMT Eden, Praha | 4-2      | 25' Juhar, 63' (vl), 68' Hurka, 86' Koreš   |

### Souhrn působení v soutěžích
| Soutěž            | Fáze startu | Momentální pozice/ kolo | Konečná pozice/ kolo | První zápas       | Poslední zápas |
| ----------------- | ----------- | ----------------------- | -------------------- | ----------------- | -------------- |
| Gambrinus liga    | —           | —                       | 7. místo             | 30. července 2012 | 1. června 2013 |
| Pohár České pošty | 2. kolo     | —                       | 3. kolo              | 29. srpna 2012    | 2. října 2012  |
|                   |             |                         |                      |                   |                |
| Tipsport liga     | Skupina     | —                       | 1. místo             | 16. ledna 2013    | 27. ledna 2013 |

Poslední úprava: 1. června 2013.

### Gambrinus liga
Hlavní článek: Gambrinus liga 2012/13

#### Ligová tabulka
| Poř. | Tým               | Z  | V  | R  | P  | VG | OG | B  |
| ---- | ----------------- | -- | -- | -- | -- | -- | -- | -- |
| 5.   | SK Sigma Olomouc  | 30 | 13 | 8  | 9  | 38 | 29 | 47 |
| 6.   | FK Dukla Praha    | 30 | 11 | 13 | 6  | 48 | 37 | 46 |
| 7.   | SK Slavia Praha   | 30 | 11 | 9  | 10 | 41 | 33 | 42 |
| 8.   | FK Mladá Boleslav | 30 | 10 | 8  | 12 | 34 | 43 | 38 |
| 9.   | 1. FC Slovácko    | 30 | 10 | 7  | 13 | 37 | 41 | 37 |

Poslední úprava: 1. června 2013.

Vysvětlivky: Z = Zápasy; V = Výhry; R = Remízy; P = Prohry; VG = Vstřelené góly; OG = Obdržené góly; B = Body.
| Celkem | Celkem | Celkem | Celkem | Celkem | Celkem | Celkem | Celkem | Doma (4. místo) | Doma (4. místo) | Doma (4. místo) | Doma (4. místo) | Doma (4. místo) | Doma (4. místo) | Venku (9. místo) | Venku (9. místo) | Venku (9. místo) | Venku (9. místo) | Venku (9. místo) | Venku (9. místo) |
| Z      | V      | R      | P      | VG     | OG     | GR     | Body   | V               | R               | P               | VG              | OG              | Body            | V                | R                | P                | VG               | OG               | Body             |
| ------ | ------ | ------ | ------ | ------ | ------ | ------ | ------ | --------------- | --------------- | --------------- | --------------- | --------------- | --------------- | ---------------- | ---------------- | ---------------- | ---------------- | ---------------- | ---------------- |
| 30     | 11     | 9      | 10     | 41     | 33     | +8     | 42     | 9               | 4               | 2               | 30              | 11              | 31              | 2                | 5                | 8                | 11               | 22               | 11               |

Poslední úprava: 1. června 2013.

#### Kolo po kole
| Kolo     | 1 | 2  | 3  | 4  | 5 | 6 | 7 | 8 | 9 | 10 | 11 | 12 | 13 | 14 | 15 | 16 | 17 | 18 | 19 | 20 | 21 | 22 | 23 | 24 | 25 | 26 | 27 | 28 | 29 | 30 |
| -------- | - | -- | -- | -- | - | - | - | - | - | -- | -- | -- | -- | -- | -- | -- | -- | -- | -- | -- | -- | -- | -- | -- | -- | -- | -- | -- | -- | -- |
| Hřiště   | D | V  | D  | V  | D | V | D | V | D | V  | D  | V  | D  | V  | V  | D  | V  | D  | V  | D  | V  | D  | V  | D  | V  | D  | V  | D  | D  | V  |
| Výsledek | R | R  | R  | P  | V | R | V | R | V | P  | V  | R  | P  | P  | P  | P  | P  | R  | V  | V  | R  | R  | P  | V  | P  | V  | V  | V  | V  | P  |
| Pozice   | 8 | 10 | 11 | 12 | 7 | 8 | 7 | 7 | 5 | 6  | 6  | 5  | 6  | 8  | 11 | 11 | 11 | 11 | 9  | 8  | 8  | 8  | 9  | 8  | 8  | 8  | 8  | 7  | 7  | 7  |

Poslední úprava: 1. června 2013.

Hřiště: D = Domácí; V = Venkovní. Výsledek: V = Výhra; P = Prohra; R = Remíza

#### Podzimní část
| 1. kolo 30. července 2012 | SK Slavia Praha                            | 3 – 3 | FC Vysočina Jihlava                                           | Eden Aréna, Praha               |  |
| 18.00 SELČ ČT4 | Jan Vošahlík 69', 90' (+1) Karol Kisel 88' |       | 8' Lukáš Vaculík 21' Václav Koloušek 45' (pen) Stanislav Tecl | Diváci: 7.136 Rozhodčí: Příhoda |  |
| Poznámky: Sestava: Čontofalský – Nitrianský, Latka, Hubáček, Čonka – Petrák – Koreš (75. Zmrhal), Jarolím (53. Vošahlík), Juhar – Kisel – Škoda |                                            |       |                                                               |                                 |  |

| 2. kolo 4. srpna 2012 | FC Baník Ostrava                       | 2 – 2 | SK Slavia Praha                      | Bazaly, Ostrava                |  |
| 18.00 SELČ | Davor Kukec 20' Vladan Milosavljev 59' |       | 17' Karol Kisel 78' Milan Nitrianský | Diváci: 8.913 Rozhodčí: Franěk |  |
| Poznámky: Sestava: Čontofalský - Nitrianský, Latka, Hubáček, Čonka (86. Tusjak) - Vošahlík (46. Koreš), Zmrhal, Petrák, Kisel, Juhar - Škoda |                                        |       |                                      |                                |  |

| 3. kolo 10. srpna 2012                                                                                                 | SK Slavia Praha         | 1 – 1 | SK Sigma Olomouc | Eden Aréna, Praha                 |  |
| 20.15 SELČ Fanda TV | Michal Vepřek 27' (vl.) |       | 12' Michal Ordoš | Diváci: 6.148 Rozhodčí: Ardeleánu |  |
| Poznámky: Sestava: Čontofalský - Nitrianský, Latka, Hubáček, Čonka - Petrák - Vošahlík, Jarolím, Juhar - Kisel - Škoda |                         |       |                  |                                   |  |

| 4. kolo 18. srpna 2012 | FK Mladá Boleslav | 1 – 0 | SK Slavia Praha | Městský stadion, Mladá Boleslav |  |
| 18.20 SELČ ČT4 | Ondřej Kúdela 18' |       |                 | Diváci: 3.726 Rozhodčí: Paták   |  |
| Poznámky: Sestava: Čontofalský - Nitrianský, Latka, Hubáček, Čonka (65. Tusjak) - Petrák - Vošahlík, Jarolím (65. Zmrhal), Juhar - Kisel - Škoda |                   |       |                 |                                 |  |

| 5. kolo 23. srpna 2012 | SK Slavia Praha                                                              | 5 – 0 | FC Zbrojovka Brno | Eden Aréna, Praha               |  |
| 17.30 SELČ | Karol Kisel 19', 90' (+3) Milan Škoda 9' Jaromír Zmrhal 69' Martin Latka 89' |       |                   | Diváci: 6.163 Rozhodčí: Zelinka |  |
| Poznámky: Sestava: Čontofalský - Nitrianský, Latka, Hubáček, Juhar - Petrák - Vošahlík, Zmrhal, Tusjak (90. Čonka) - Kisel (C) (93. Frejlach) - Škoda (96. Hurka) |                                                                              |       |                   |                                 |  |

| 6. kolo 2. září 2012 | FC Slovan Liberec | 0 – 0 | SK Slavia Praha | Stadion u Nisy, Liberec         |  |
| 17.00 SELČ Nova Sport | Jiří Fleišman 87' |       |                 | Diváci: 4.848 Rozhodčí: Příhoda |  |
| Poznámky: Sestava: Čontofalský - Nitrianský, Latka, Hubáček, Juhar - Petrák - Vošahlík (72. Mičola), Kisel (88. Cicman), Zmrhal, Tusjak - Škoda |                   |       |                 |                                 |  |

| 7. kolo 19. září 2012 | SK Slavia Praha                        | 2 – 0 | FK Teplice     | Eden Aréna, Praha             |  |
| 18.00 SELČ | Milan Nitrianský 77' Ondřej Petrák 81' |       | 61' Petr Lukáš | Diváci: 6.304 Rozhodčí: Paták |  |
| Poznámky: Sestava: Čontofalský - Nitrianský, Latka, Hubáček, Juhar - Petrák - Vošahlík (86. Koreš), Zmrhal, Tusjak (59. Mičola) - Kisel (89. Jarolím) - Škoda |                                        |       |                |                               |  |

| 8. kolo 23. září 2012 | FK Dukla Praha | 0 – 0 | SK Slavia Praha | Na Julisce, Praha              |  |
| 17.00 SELČ Nova Sport |                |       |                 | Diváci: 4.122 Rozhodčí: Drábek |  |
| Poznámky: Sestava: Čontofalský - Nitrianský, Latka, Hubáček, Juhar - Petrák - Koreš (55. Mičola), Zmrhal, Tusjak - Kisel (90. Cicman) - Škoda |                |       |                 |                                |  |

| 9. kolo 29. září 2012 | SK Slavia Praha  | 1 – 0 | AC Sparta Praha | Eden Aréna, Praha                |  |
| 20.00 SELČ ČT4 | Martin Latka 73' |       |                 | Diváci: 15.654 Rozhodčí: Příhoda |  |
| Poznámky: Sestava: Čontofalský - Nitrianský, Hubáček, Latka, Juhar - Mičola, Kisel (94. Vlček), Petrák, Zmrhal (96. Jarolím), Tusjak - Škoda (81. Cicman) |                  |       |                 |                                  |  |

| 10. kolo 5. října 2012 | 1. FC Slovácko                                              | 3 – 0 | SK Slavia Praha | Městský stadion, Uherské Hradiště |  |
| 20.15 SELČ Fanda TV | Filip Hlúpik 3' Marián Kovář 45' Ladislav Volešák 78' (pen) |       |                 | Diváci: 5.089 Rozhodčí: Kovařík   |  |
| Poznámky: Sestava: Čontofalský - Nitrianský, Cicman, Hubáček, Juhar - Jarolím - Mičola, Zmrhal, Tusjak - Kisel (70. Koreš) – Škoda (88.Vlček) |                                                             |       |                 |                                   |  |

| 11. kolo 19. října 2012 | SK Slavia Praha                      | 2 – 1 | 1. FK Příbram     | Eden Aréna, Praha             |  |
| 20.15 SELČ Fanda TV | Milan Nitrianský 37' Milan Škoda 61' |       | 78' Zdeněk Koukal | Diváci: 5.418 Rozhodčí: Jílek |  |
| Poznámky: Sestava: Čontofalský – Nitrianský, Latka, Hubáček, Juhar – Petrák – Mičola, Zmrhal, Tusjak (79. Koreš) – Kisel – Škoda (90. Cicman) |                                      |       |                   |                               |  |

| 12. kolo 27. října 2012 | FK Baumit Jablonec | 0 – 0 | SK Slavia Praha | Chance Arena, Jablonec nad Nisou |  |
| 18.20 SELČ ČT sport |                    |       |                 | Diváci: 1.825 Rozhodčí: Paták    |  |
| Poznámky: Sestava: Čontofalský – Nitianský, Latka, Hubáček, Juhar – Petrák – Koreš (86. Čonka), Zmrhal (90. Cicman), Tusjak (67. Jarolím) – Mičola, Škoda |                    |       |                 |                                  |  |

| 13. kolo 4. listopadu 2012                                                                                           | SK Slavia Praha         | 0 – 1 | FC Viktoria Plzeň | Eden Aréna, Praha             |  |
| 18.05 SELČ Fanda TV                                                                                                  | David Hubáček 31' (vl.) |       |                   | Diváci: 8.931 Rozhodčí: Bílek |  |
| Poznámky: Sestava: Čontofalský - Nitrianský, Hubáček, Latka, Čonka - Zmrhal, Petrák, Jarolím, Mičola, Koreš - Škoda. |                         |       |                   |                               |  |

| 14. kolo 9. listopadu 2012 | SK České Budějovice                    | 2 – 1 | SK Slavia Praha | Střelecký ostrov, České Budějovice |  |
| 20.15 SELČ Fanda TV | Jaroslav Machovec 15' Ivo Táborský 21' |       | Milan Škoda 80' | Diváci: 2.251 Rozhodčí: Franěk     |  |
| Poznámky: Sestava: Čontofalský - Cicman (34. Dostál), Petrák, Hubáček, Čonka - Mičola (76. Koreš), Zmrhal, Jarolím, Kisel (89. Vlček), Juhar - Škoda |                                        |       |                 |                                    |  |

| 15. kolo 18. listopadu 2012 | FC Hradec Králové                         | 3 – 2 | SK Slavia Praha                      | Všesportovní stadion, Hradec Králové |  |
| 17.00 SELČ | 18', 33' Dušan Uškovič 78' Emir Halilović |       | 10' Milan Nitrianský 64' Karol Kisel | Diváci: 5.025 Rozhodčí: Drábek       |  |
| Poznámky: Sestava: Berkovec – Hubáček, Nitrianský, Čonka, Latka – Juhar, Kisel, Zmrhal, Koreš(88. Dostál), Jarolím (84. Dobrotka) – Škoda. |                                           |       |                                      |                                      |  |

| 16. kolo 25. listopadu 2012 | SK Slavia Praha | 0 – 2 | FC Baník Ostrava                     | Eden Aréna, Praha                |  |
| 17.00 SELČ |                 |       | 43' Zdenko Kaprálik 77' Róbert Zeher | Diváci: 7.080 Rozhodčí: Královec |  |
| Poznámky: Sestava: Berkovec - Dostál, Latka, Dobrotka, Čonka - Nitrianský, Petrák, Zmrhal, Juhar(64. Vlček) - Kisel(78. Frejlach), T. Mičola(46. Koreš) |                 |       |                                      |                                  |  |

#### Jarní část
| 17. kolo 24. února 2013 | SK Sigma Olomouc                    | 2 – 1 | SK Slavia Praha | Andrův stadion, Olomouc         |  |
| 17.00 SELČ | Martin Doležal 14' Michal Ordoš 18' |       | 8' Marcel Gecov | Diváci: 5.057 Rozhodčí: Nenadál |  |
| Poznámky: Sestava: Čontofalský - Nitrianský, Bortel, Dobrotka, Juhar - Mičola (83. Škoda), Gecov (71. Škutka), Petrák, Nitrianský - Kisel (71. Vošahlík) - Fenin |                                     |       |                 |                                 |  |

| 18. kolo 3. března 2013 | SK Slavia Praha  | 1 – 1 | FK Mladá Boleslav | Eden Aréna, Praha              |  |
| 18.05 SELČ Fanda TV | Tomáš Mičola 82' |       | 43' Jan Štohanzl  | Diváci: 5.823 Rozhodčí: Franěk |  |
| Poznámky: Sestava: Čontofalský - Nitrianský, Bortel, Dobrotka, Juhar - Vošahlík, Gecov, Petrák, Zmrhal (72. Mičola) - Škutka, Fenin (15. Škoda) |                  |       |                   |                                |  |

| 19. kolo 8. března 2013 | FC Zbrojovka Brno | 0 – 1 | SK Slavia Praha  | Městský fotbalový stadion Srbská, Brno |  |
| 20.15 SELČ Fanda TV |                   |       | 61' Martin Juhar | Diváci: 4.102 Rozhodčí: Jílek          |  |
| Poznámky: Sestava: K. Čontofalský - M. Nitrianský , M. Bortel , M. Dobrotka , M. Čonka - M. Gecov (46. J. Zmrhal), M. Juhar , O. Petrák , T. Mičola (90. V. Šimeček) - D. Škutka (67. M. Škoda), J. Vošahlík |                   |       |                  |                                        |  |

| 20. kolo 16. března 2013 | SK Slavia Praha                                      | 3 – 1 | FC Slovan Liberec | Eden Aréna, Praha               |  |
| 15.40 SELČ ČT sport | Martin Dobrotka 39' Dávid Škutka 55' Karol Kisel 63' |       | 49' Jiří Štajner  | Diváci: 5.999 Rozhodčí: Příhoda |  |
| Poznámky: Sestava:Čontofalský - Nitrianský, Bortel, Dobrotka, Čonka - Petrák, Zmrhal - Mičola, Kisel (69. Skácel), Juhar (89. Gecov) - Škutka (81. Škoda) |                                                      |       |                   |                                 |  |

| 21. kolo 31. března 2013 | FK Teplice          | 1 – 1 | SK Slavia Praha  | Stadion Na Stínadlech, Teplice |  |
| 18.00 SELČ Fanda TV | Tomáš Vondrášek 89' |       | 49' Jan Vošahlík | Diváci: 4.820 Rozhodčí: Paták  |  |
| Poznámky: Sestava: Čontofalský – Nitrianský, Bortel, Dobrotka, Čonka – Vošahlk (80. Mičola), Petrák, Zmrhal, Juhar – Fenin (86. Gecov), Škutka (88. Škoda) |                     |       |                  |                                |  |

| 22. kolo 5. dubna 2013 | SK Slavia Praha | 0 – 0 | FK Dukla Praha | Eden Aréna, Praha                 |  |
| 20.15 SELČ Fanda TV |                 |       |                | Diváci: 5.510 Rozhodčí: Ardeleánu |  |
| Poznámky: Sestava: Čontofalský – Nitrianský, Dobrotka, Bortel, Čonka – Vošahlík (53. Skácel), Zmrhal, Petrák, Juhar (87. Mičola) – Kisel – Škutka (66. Škoda) |                 |       |                |                                   |  |

| 23. kolo 13. dubna 2013 | AC Sparta Praha                                              | 3 – 1 | SK Slavia Praha  | AXA Arena, Praha              |  |
| 19.15 SELČ ČT sport | David Hubáček 19' (vl) Václav Kadlec 27' Ladislav Krejčí 84' |       | 49' Jan Vošahlík | Diváci: 19.410 Rozhodčí: Jech |  |
| Poznámky: Sestava: Čontofalský – Nitrianský, Dobrotka, Hubáček, Čonka – Petrák, Gecov – Vošahlík, Kisel (88. Škutka), Skácel (83. Juhar) – Škoda (78. Fenin) |                                                              |       |                  |                               |  |

| 24. kolo 22. dubna 2013 | SK Slavia Praha | 1 − 0 | 1. FC Slovácko | Eden Aréna, Praha              |  |
| 18.00 SELČ ČT sport | Karol Kisel 26' |       |                | Diváci: 5.449 Rozhodčí: Hrubeš |  |
| Poznámky: Sestava: Čontofalský – Nitrianský, Bortel, Hubáček, Čonka – Gecov (88. Zmrhal), Petrák – Vošahlík, Kisel (90. Fenin), Skácel (72. Juhar) – Škoda |                 |       |                |                                |  |

| 25. kolo 27. dubna 2013 | 1. FK Příbram         | 2 − 0 | SK Slavia Praha | Na Litavce, Příbram           |  |
| 16.00 SEČ | Tomáš Wágner 15', 90' |       |                 | Diváci: 5.287 Rozhodčí: Bílek |  |
| Poznámky: Sestava: Čontofalský - Nitrianský (46. Dostál), Petrák, Hubáček (78. Škutka), Čonka - Gecov - Vošahlík, Zmrhal, Mičola - Kisel - Fenin (67. Škoda). Poslední utkání, které vedl v roli hlavního kouče Petr Rada, 30. dubna na svůj post rezignoval. V pozici ho vystřídal Michal Petrouš. |                       |       |                 |                               |  |

| 26. kolo 5. května 2013 | SK Slavia Praha                                              | 5 – 1 | FK Baumit Jablonec | Eden Aréna, Praha            |  |
| 18.05 SELČ Fanda TV | Martin Juhar 34', 43' Tomáš Mičola 79', 90' Marcel Gecov 30' |       | 68' Michal Hubník  | Diváci: 5.897 Rozhodčí: Adam |  |
| Poznámky: Sestava: Čontofalský – Dostál, Bortel, Hubáček, Čonka (66. Koreš) – Vošahlík (75. Mičola), Juhar, Kisel, Zmrhal, Gecov – Škoda (60. Škutka). Michal Petrouš zažil první utkání po návratu na post hlavního trenéra. |                                                              |       |                    |                              |  |

| 27. kolo 11. května 2013 | FC Viktoria Plzeň | 0 – 1 | SK Slavia Praha                  | Doosan Aréna, Plzeň               |  |
| 18.00 SELČ ČT Sport |                   |       | 15' Milan Škoda 19' Martin Juhar | Diváci: 11.705 Rozhodčí: Kocourek |  |
| Poznámky: Sestava: Čontofalský – Dostál, Bortel, Hubáček, Nitrianský – Vošahlík (76. Mičola), Juhar, Kisel, Zmrhal (64. Petrák), Gecov – Škoda (81. Fenin) |                   |       |                                  |                                   |  |

| 28. kolo 22. května 2013 | SK Slavia Praha            | 3 – 0 | SK České Budějovice | Eden Aréna, Praha                    |  |
| 18.00 SELČ | Tomáš Mičola 22', 55', 63' |       |                     | Diváci: 6.456 Rozhodčí: Michal Paták |  |
| Poznámky: Sestava: Čontofalský – Dostál, Bortel, Hubáček, Čonka – Vošahlík (72. Koreš), Gecov, Zmrhal, Kisel, Mičola (80. Skácel) – Škoda (60. Škutka) |                            |       |                     |                                      |  |

| 29. kolo 26. května 2013 | SK Slavia Praha                                  | 3 – 0 | FC Hradec Králové | Eden Aréna, Praha                 |  |
| 18.00 SELČ | Karol Kisel 14' Matúš Čonka 36' Martin Hurka 88' |       |                   | Diváci: 6.190 Rozhodčí: Jan Jílek |  |
| Poznámky: Sestava: Čontofalský – Dostál, Bortel, Hubáček, Čonka – Gecov (55. Petrák) – Koreš (77. Hurka), Zmrhal, Vošahlík – Kisel – Škoda (70. Škutka) |                                                  |       |                   |                                   |  |

| 30. kolo 1. června 2013 | FC Vysočina Jihlava                                   | 3 – 1 | SK Slavia Praha   | Stadion v Jiráskově ulici, Jihlava |  |
| 17.00 SELČ | Lukáš Vaculík 24' Václav Koloušek 30' Tomáš Marek 40' |       | 33' David Hubáček | Diváci: 3.690 Rozhodčí: Kalenda    |  |
| Poznámky: Sestava: Rakovan – Dostál, Bortel, Hubáček, Čonka – Petrák – Vošahlík (75. Koreš), Zmrhal, Kisel (46. Hurka), Juhar – Škutka (65. Červenka) |                                                       |       |                   |                                    |  |

### Pohár České pošty
Hlavní článek: Pohár České pošty 2012/13
Jednozápasová kola
| 2. kolo (1/32) 29. srpna 2012 | SK Sparta Kutná Hora | 0 – 1 | SK Slavia Praha  | Stadion v Lorecké ul., Kutná Hora |  |
| 17.00 SELČ | Filipec 81'          |       | 40' Jan Vošahlík | Diváci: 2.410 Rozhodčí: Hrubeš    |  |
| Poznámky: Sestava: Berkovec - Dostál, Nitrianský, Hubáček, Juhar - Zmrhal – Vošahlík (89. Vlček), Frejlach (75. Milutinović), Tusjak – Hurka (61. Cicman) – Škoda |                      |       |                  |                                   |  |

| 3. kolo (1/16) 2. října 2012 | FK Ústí nad Labem                  | 2 – 2 (5 – 4 pen)                   | SK Slavia Praha                  | Městský stadion, Ústí nad Labem |  |
| 16.30 SELČ | Pavel Moulis 48' Michal Hanich 66' |                                     | 45' Štěpán Koreš 57' Milan Škoda | Diváci: 2.484 Rozhodčí: Orel    |  |
| |                                    | Penaltový rozstřel                  |                                  |                                 |  |
| Valenta Volek Hrošovský Moulis Veverka | 5 – 4                              | L. Jarolím Koreš Čonka Kisel Petrák |                                  |                                 |  |
| Poznámky: Sestava: Berkovec - Nitrianský, Latka, Hubáček, Čonka - L. Jarolím - Koreš, Zmrhal (55. Petrák), Mičola, Juhar (76. Kisel) - M. Škoda |                                    |                                     |                                  |                                 |  |